# Barb anglais
Le Barb anglais (en anglais : Barb ou parfois English Barb) est une race de pigeon domestique originaire du Royaume-Uni. Il appartient au groupe des pigeons caronculés.

## Historique
Le Barb est une race anglaise ancienne descendant d'oiseaux importés du Nord de l'Afrique. Son nom Barb vient de la contraction du mot « Barbarie », ancien nom donné au Maghreb par les Européens occidentaux,. La race est déjà présente au Royaume-Uni à la fin du XVIe siècle. Elle est citée dans divers ouvrages anglais du début du XVIIe siècle. Shakespeare y fait allusion dans ses pièces Henri IV, et Comme il vous plaira, ; et l'ornithologue Francis Willughby le cite dans son livre The Ornithology.
À la fin du XIXe siècle, en France, la race est citée sous le nom de Pigeon barbe ou, étrangement, Pigeon polonais, bien que la race n'ai aucun lien avec la Pologne.

## Description
C'est un pigeon de taille moyenne. Il a la tête ronde, au bec court et recourbé. Une caroncule de couleur rouge vif se développe autour des yeux et sur le haut du bec. À la naissance, elle n'est pas très importante. Sa taille augmente durant les trois à quatre premières années de vie de l'oiseau. En forme de roue autour de l’œil, elle est plus importante chez le mâle que la femelle, et sa couleur s'éclaircit au fil des années. Le cou est court et mince, la poitrine large et les ailes longues. Les pattes sont courtes, nues et de couleur rouge vif. En moyenne, l'oiseau pèse 370 grammes pour une taille de 34 cm. Plusieurs couleurs de plumage sont présentes chez cette race.

## Élevage
Le Barb est une race prolifique avec de bonnes qualités maternelles.
Il peut être élevé pour divers usages. En tant qu'oiseau d'ornement, il est présent dans divers concours et expositions. Ses ailes larges lui permettent de voler sur de longues distances. La race est ainsi présente dans les courses de pigeons ou peut servir de pigeon messager. Son caractère sociable en fait aussi un bon animal de compagnie avec une espérance de vie de 7 à 10 ans.
Son élevage ne demande pas plus de travail que d'autres races mais un soin particulier aux caroncules doit être suivi. Une surveillance des crevasses doit être réalisée pour éviter toute infection due à une bactérie ou un champignon. Une caroncule trop importante peut aussi poser des problèmes à l'oiseau. Quand elle est trop développée autour des yeux, elle peut gêner la vision de l'animal.
La race est exportée dans toute l'Europe et arrive aux États-Unis au XIXe siècle.

## Standard
Le standard de la race est géré par le Royaume-Uni (GB/0102). Les oiseaux sont bagués avec une bague de 9 mm.

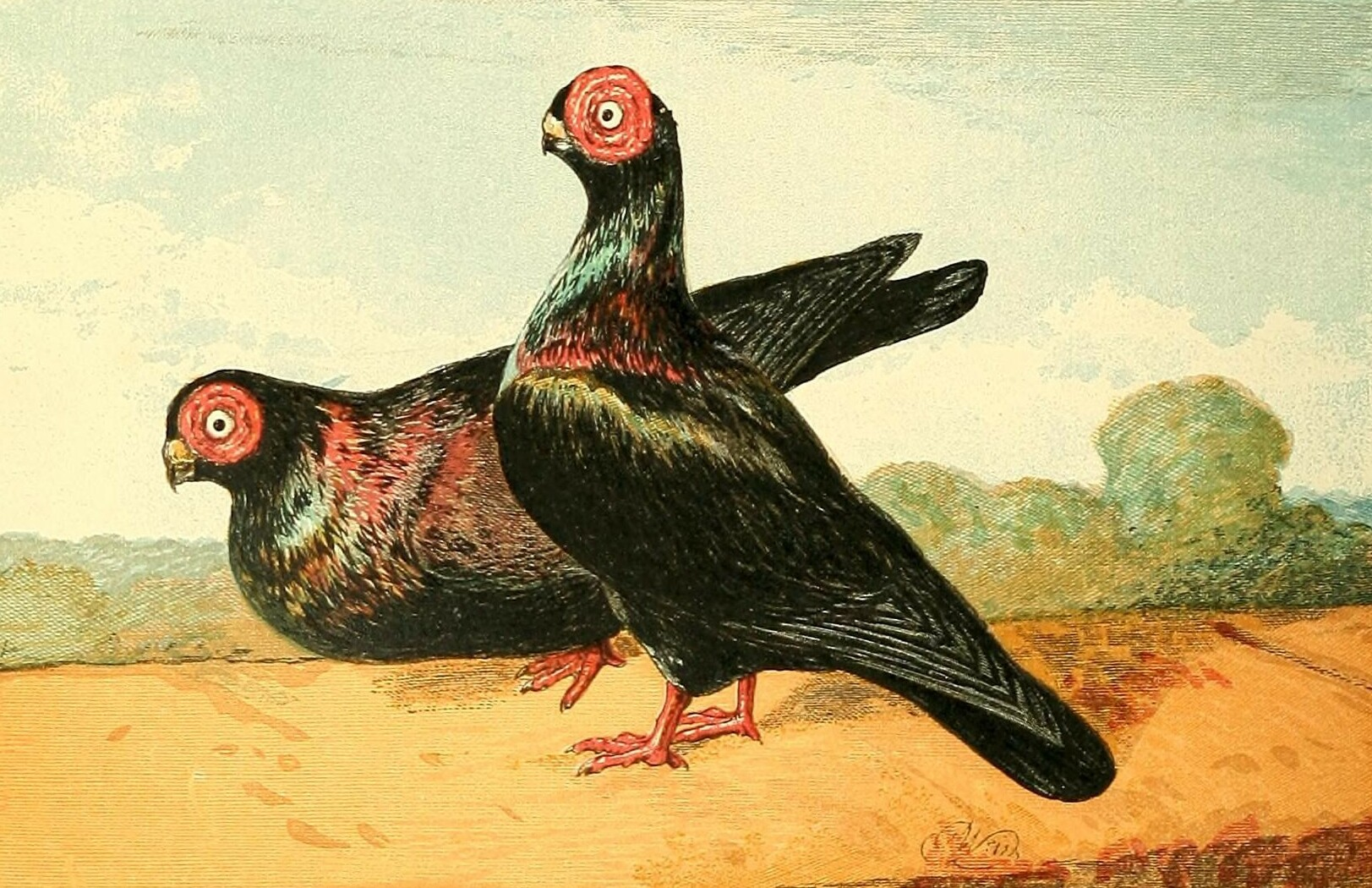
Illustration de 1868.
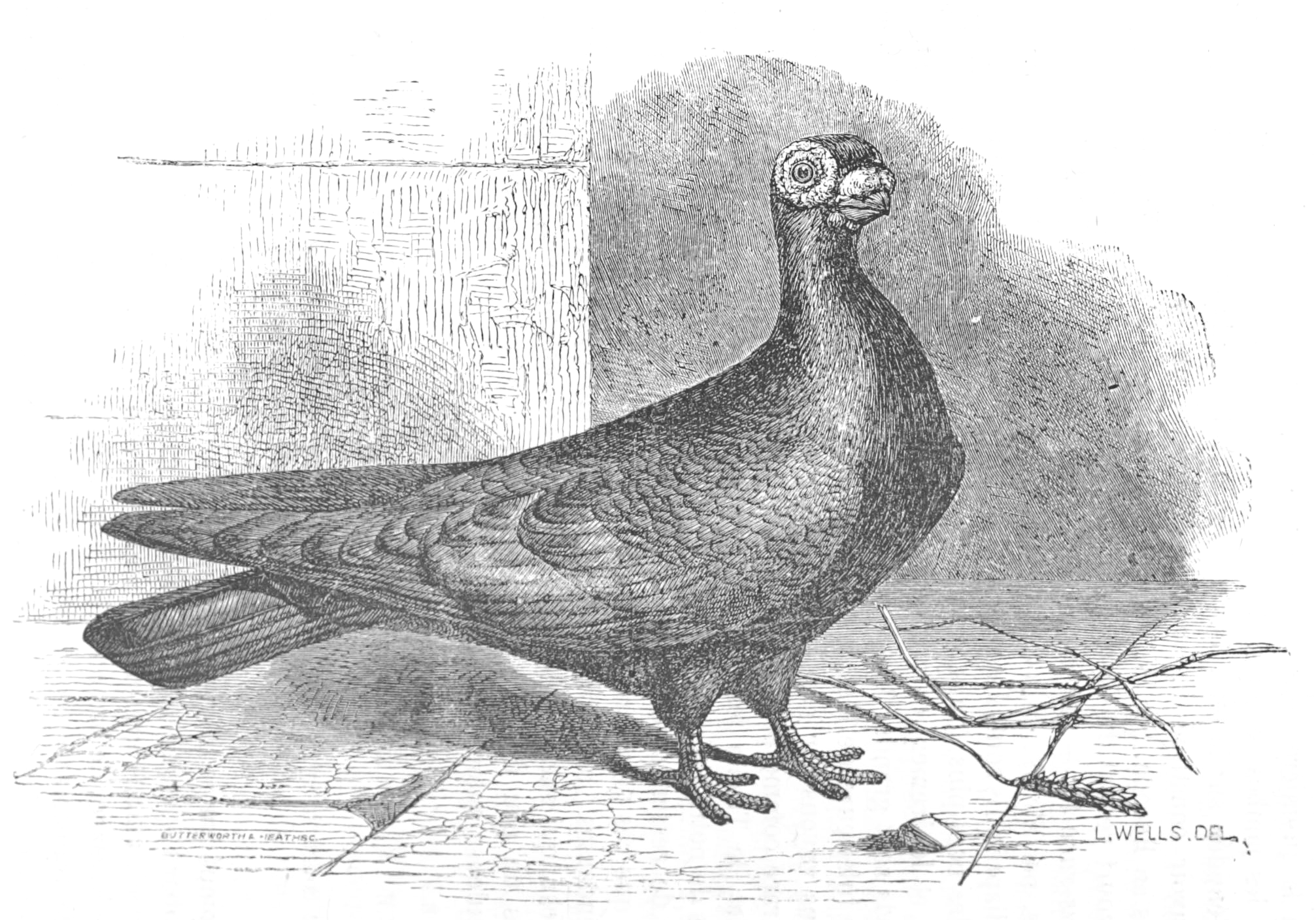
Illustration de De la variation des animaux et des plantes sous l'action de la domestication.
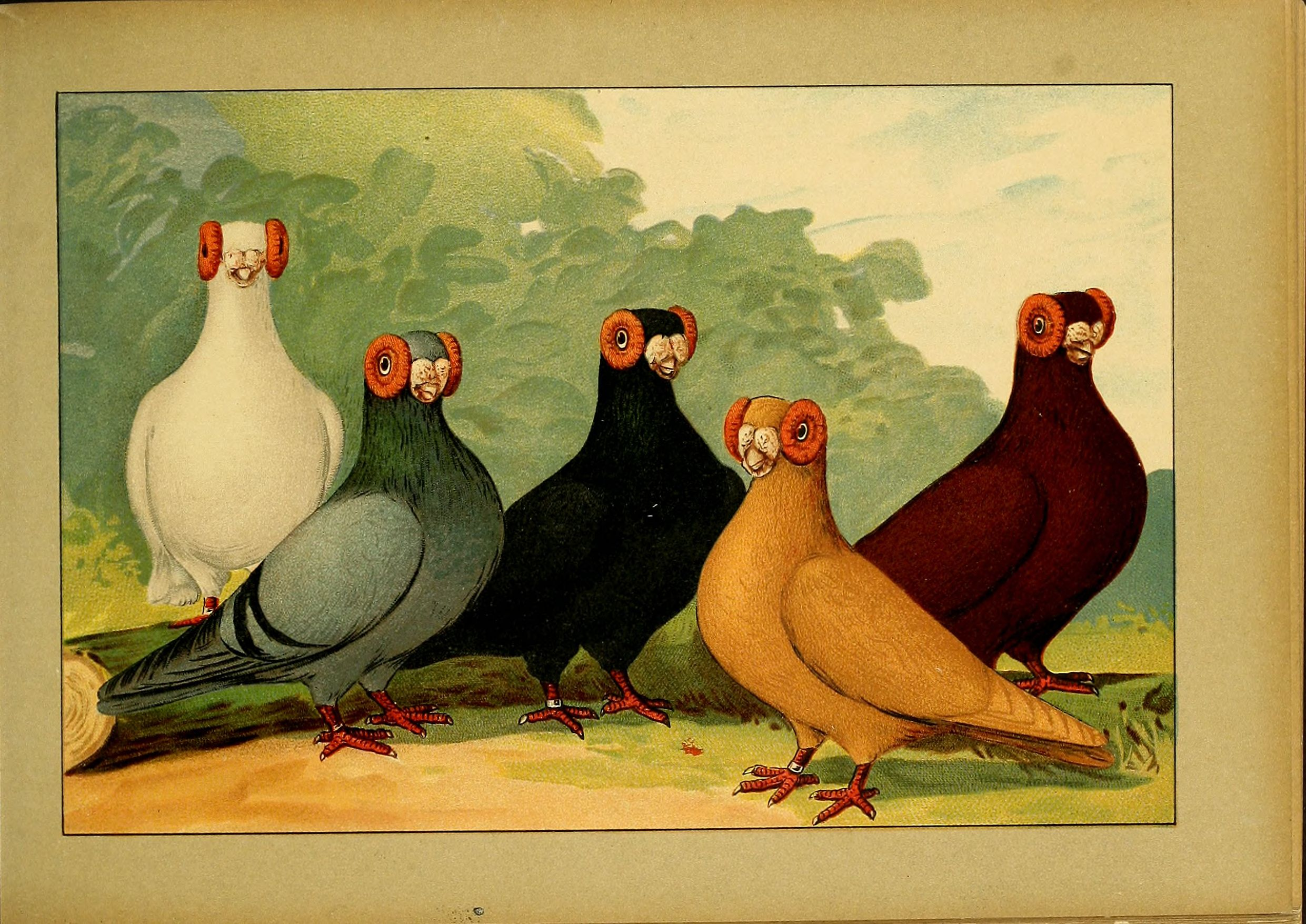
Illustration de 1906.

## Annexe